# Zuokas
Zuokas ist ein litauischer männlicher Familienname.

## Weibliche Formen
- Zuokaitė (ledig)
- Zuokienė (verheiratet)

## Namensträger
- Artūras Zuokas  (* 1968),  liberaler Politiker, Journalist und Unternehmer